# 第43回ゴールデングローブ賞
43rd Golden Globe Awards

1986年1月24日
映画賞（ドラマ部門）: 

 愛と哀しみの果て 
映画賞（ミュージカル・コメディ部門）: 

 女と男の名誉 
テレビシリーズ賞（ドラマ部門）: 

 ジェシカおばさんの事件簿 
テレビシリーズ賞（ミュージカル・コメディ部門）: 

 The Golden Girls 
第43回ゴールデングローブ賞（だい43かいゴールデングローブしょう）は、1985年の映画とテレビ番組を対象としており、1986年1月24日に発表された。

## 受賞とノミネート一覧

### 映画

#### 主演男優賞（ドラマ部門）
- ジョン・ヴォイト - 『暴走機関車』
  - ハリソン・フォード - 『刑事ジョン・ブック 目撃者』
  - ジーン・ハックマン - 『燃えてふたたび』
  - ウィリアム・ハート - 『蜘蛛女のキス』
  - ラウル・ジュリア - 『蜘蛛女のキス』

#### 主演男優賞（ミュージカル・コメディ部門）
- ジャック・ニコルソン - 『女と男の名誉』
  - ジェフ・ダニエルズ - 『カイロの紫のバラ』
  - グリフィン・ダン - 『アフター・アワーズ』
  - マイケル・J・フォックス - 『バック・トゥ・ザ・フューチャー』
  - ジェームズ・ガーナー - 『マーフィのロマンス』

#### 主演女優賞（ドラマ部門）
- ウーピー・ゴールドバーグ - 『カラーパープル』
  - アン・バンクロフト - 『アグネス』
  - シェール - 『マスク』
  - ジェラルディン・ペイジ - 『バウンティフルへの旅』
  - メリル・ストリープ - 『愛と哀しみの果て』

#### 主演女優賞（ミュージカル・コメディ部門）
- キャスリーン・ターナー - 『女と男の名誉』
  - ロザンナ・アークエット - 『マドンナのスーザンを探して』
  - グレン・クローズ - 『マキシー/素敵な幽霊』
  - ミア・ファロー - 『カイロの紫のバラ』
  - サリー・フィールド - 『マーフィのロマンス』

#### 監督賞
- ジョン・ヒューストン - 『女と男の名誉』
  - リチャード・アッテンボロー - 『コーラスライン』
  - シドニー・ポラック - 『愛と哀しみの果て』
  - スティーヴン・スピルバーグ - 『カラーパープル』
  - ピーター・ウィアー - 『刑事ジョン・ブック 目撃者』

#### 作品賞（ドラマ部門）
- 『愛と哀しみの果て』
  - 『カラーパープル』
  - 『蜘蛛女のキス』
  - 『暴走機関車』
  - 『刑事ジョン・ブック 目撃者』

#### 作品賞（ミュージカル・コメディ部門）
- 『女と男の名誉』
  - 『バック・トゥ・ザ・フューチャー』
  - 『コーラスライン』
  - 『コクーン』
  - 『カイロの紫のバラ』

#### 外国語映画賞
- 『オフィシャル・ストーリー』 -  アルゼンチン
  - 『連隊長レドル』 -  ハンガリー
  - 『乱』 -  日本
  - 『パパは、出張中!』 -  ユーゴスラビア
  - 『太陽の年』 -  ポーランド

#### 作曲賞
- 『愛と哀しみの果て』 - ジョン・バリー
  - 『カラーパープル』 - クインシー・ジョーンズ
  - 『ホワイトナイツ/白夜』 - ミシェル・コロンビエ
  - 『刑事ジョン・ブック 目撃者』 - モーリス・ジャール
  - 『イヤー・オブ・ザ・ドラゴン』 - デヴィッド・マンスフィールド

#### 歌曲賞
- "セイ・ユー、セイ・ミー" - ライオネル・リッチー（作詞・作曲） - 『ホワイトナイツ/白夜』
  - 「パワー・オブ・ラヴ」 - クリス・ヘイズ（作曲）、ジョニー・コーラ（作曲）、ヒューイ・ルイス（作詞） - 『バック・トゥ・ザ・フューチャー』
  - "Rhythm of the Night" - ダイアン・ウォーレン（作詞・作曲） - 『ラスト・ドラゴン』
  - 「007 美しき獲物たち（英語版）」 - ロジャー・テイラー（作詞・作曲）、ジョン・テイラー（作詞・作曲）、アンディ・テイラー（作詞・作曲）、ニック・ローズ（作詞・作曲）、サイモン・ル・ボン（作詞・作曲）、ジョン・バリー（作詞・作曲） - 『007 美しき獲物たち』
  - "We Don't Need Another Hero" - グラハム・ライル（作詞・作曲）、テリー・ブリッテン（作詞・作曲） - 『マッドマックス/サンダードーム』

#### 脚本賞
- 『カイロの紫のバラ』 - ウディ・アレン
  - 『バック・トゥ・ザ・フューチャー』 - ボブ・ゲイル、ロバート・ゼメキス
  - 『愛と哀しみの果て』 - カート・リュードック
  - 『女と男の名誉』 - リチャード・コンドン、ジャネット・ローチ
  - 『刑事ジョン・ブック 目撃者』 - ウィリアム・ケリー、アール・W・ウォレス

#### 助演男優賞
- クラウス・マリア・ブランダウアー - 『愛と哀しみの果て』
  - ジョエル・グレイ - 『レモ/第1の挑戦』
  - ジョン・ローン - 『イヤー・オブ・ザ・ドラゴン』
  - エリック・ロバーツ - 『暴走機関車』
  - エリック・ストルツ - 『マスク』

#### 助演女優賞
- メグ・ティリー - 『アグネス』
  - ソニア・ブラガ - 『蜘蛛女のキス』
  - アンジェリカ・ヒューストン - 『女と男の名誉』
  - エイミー・マディガン - 『燃えてふたたび』
  - ケリー・マクギリス - 『刑事ジョン・ブック 目撃者』
  - オプラ・ウィンフリー - 『カラーパープル』

### テレビ

#### 主演男優賞（ドラマ部門）
- ドン・ジョンソン - 『特捜刑事マイアミ・バイス』
  - ジョン・フォーサイス - 『ダイナスティ』
  - トム・セレック - 『私立探偵マグナム』
  - フィリップ・マイケル・トーマス - 『特捜刑事マイアミ・バイス』
  - ダニエル・J・トラヴァンティ - 『ヒルストリート・ブルース』

#### 主演男優賞（ミュージカル・コメディ部門）
- ビル・コスビー - 『コスビー・ショー』
  - トニー・ダンザ - Who's the Boss?
  - マイケル・J・フォックス - 『ファミリータイズ』
  - ボブ・ニューハート - Newhart
  - ブルース・ウィリス - 『こちらブルームーン探偵社』

#### 主演男優賞（ミニシリーズ・テレビ映画部門）
- ダスティン・ホフマン - 『セールスマンの死』
  - リチャード・チェンバレン - Wallenberg: A Hero's Story
  - リチャード・クレンナ - 『犯られた刑事』
  - カーク・ダグラス - Amos
  - ピーター・ストラウス - 『ケインとアベル/権力と復讐にかけた男の情熱』

#### 主演女優賞（ドラマ部門）
- シャロン・グレス - 『女刑事キャグニー&レイシー』
  - ジョーン・コリンズ - 『ダイナスティ』
  - タイン・デイリー - 『女刑事キャグニー&レイシー』
  - リンダ・エヴァンス - 『ダイナスティ』
  - アンジェラ・ランズベリー - 『ジェシカおばさんの事件簿』

#### 主演女優賞（ミュージカル・コメディ部門）
- エステル・ゲティ - The Golden Girls
- シビル・シェパード - 『こちらブルームーン探偵社』
  - ビアトリス・アーサー - The Golden Girls
  - ルー・マクラナハン - The Golden Girls
  - ベティ・ホワイト - The Golden Girls

#### 主演女優賞（ミニシリーズ・テレビ映画部門）
- ライザ・ミネリ - A Time to Live
  - ペギー・アシュクロフト - The Jewel in the Crown
  - ジーナ・ローランズ - 『サイレント・ローズ/真実への序曲』
  - マーロ・トーマス - Consenting Adult
  - ジョアン・ウッドワード - 『愛を覚えていますか』

#### 作品賞（ドラマ部門）
- 『ジェシカおばさんの事件簿』
  - 『女刑事キャグニー&レイシー』
  - 『ダイナスティ』
  - 『特捜刑事マイアミ・バイス』
  - 『セント・エルスウェア』

#### 作品賞（ミュージカル・コメディ部門）
- The Golden Girls
  - 『コスビー・ショー』
  - 『ファミリータイズ』
  - Kate & Allie
  - 『こちらブルームーン探偵社』

#### 作品賞（ミニシリーズ・テレビ映画部門）
- The Jewel in the Crown
  - Amos
  - 『セールスマンの死』
  - 『愛を覚えていますか』
  - 『サイレント・ローズ/真実への序曲』

#### 助演男優賞
- エドワード・ジェームズ・オルモス - 『特捜刑事マイアミ・バイス』
  - エド・ベグリー・ジュニア - 『セント・エルスウェア』
  - デビッド・キャラダイン - 『南北戦争物語 愛と自由への大地』
  - リチャード・ファーンズワース - 『チェイス』
  - ジョン・ジェームズ - 『ダイナスティ』
  - ジョン・マルコヴィッチ - 『セールスマンの死』
  - パット・モリタ - Amos
  - ブルース・ウェイツ - 『ヒルストリート・ブルース』

#### 助演女優賞
- シルヴィア・シドニー - 『サイレント・ローズ/真実への序曲』
  - レスリー＝アン・ダウン - 『南北戦争物語 愛と自由への大地』
  - キャサリン・ヘルモンド - Who's the Boss?
  - ケイト・リード - 『セールスマンの死』
  - インガー・スヴェンソン - 『ミスター・ベンソン』